# Kahldenbrücke

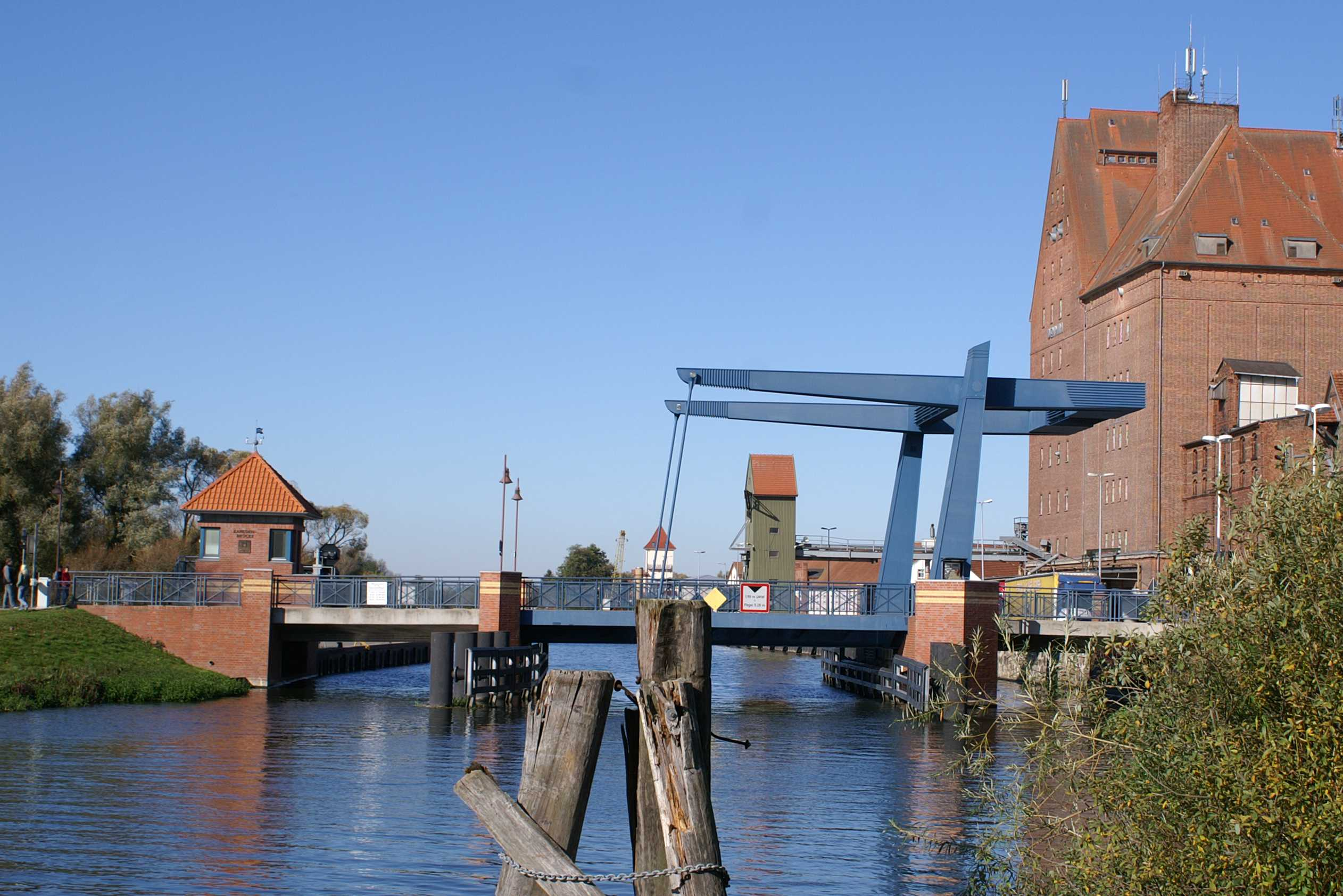
Kahldenbrücke

Die Kahldenbrücke ist eine Klappbrücke über die Peene in Demmin im Zuge der Bundesstraße 110. Sie wird zu den Großbrücken des Landes Mecklenburg-Vorpommern gezählt. Neben dem Fernverkehr ist sie auch für den innerstädtischen Verkehr der Hansestadt Demmin bedeutsam, da sie die südlich der Peene gelegenen Stadtteile mit dem Zentrum verbindet.

## Geschichte

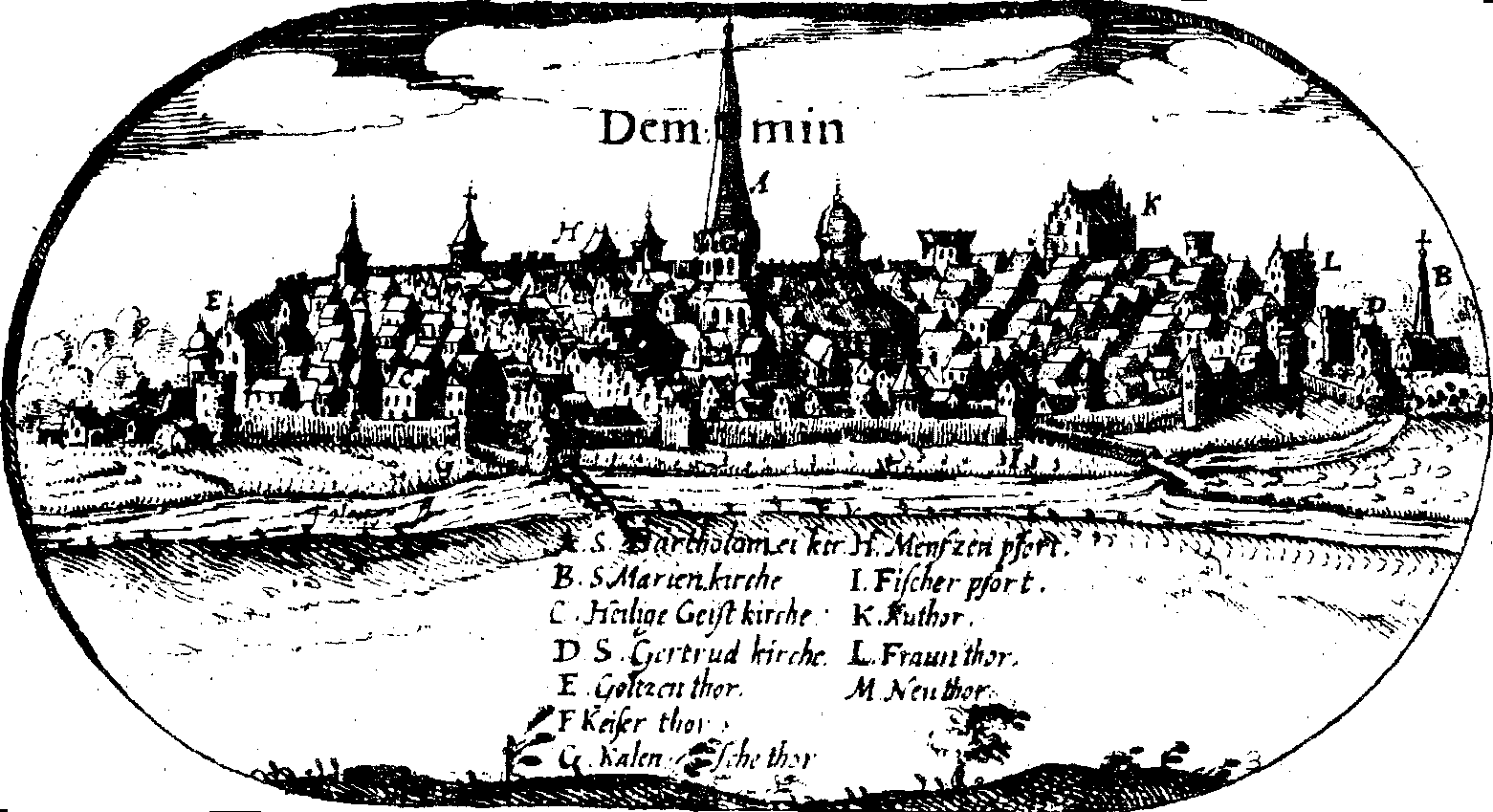
Südansicht Demmins auf der Lubinschen Karte

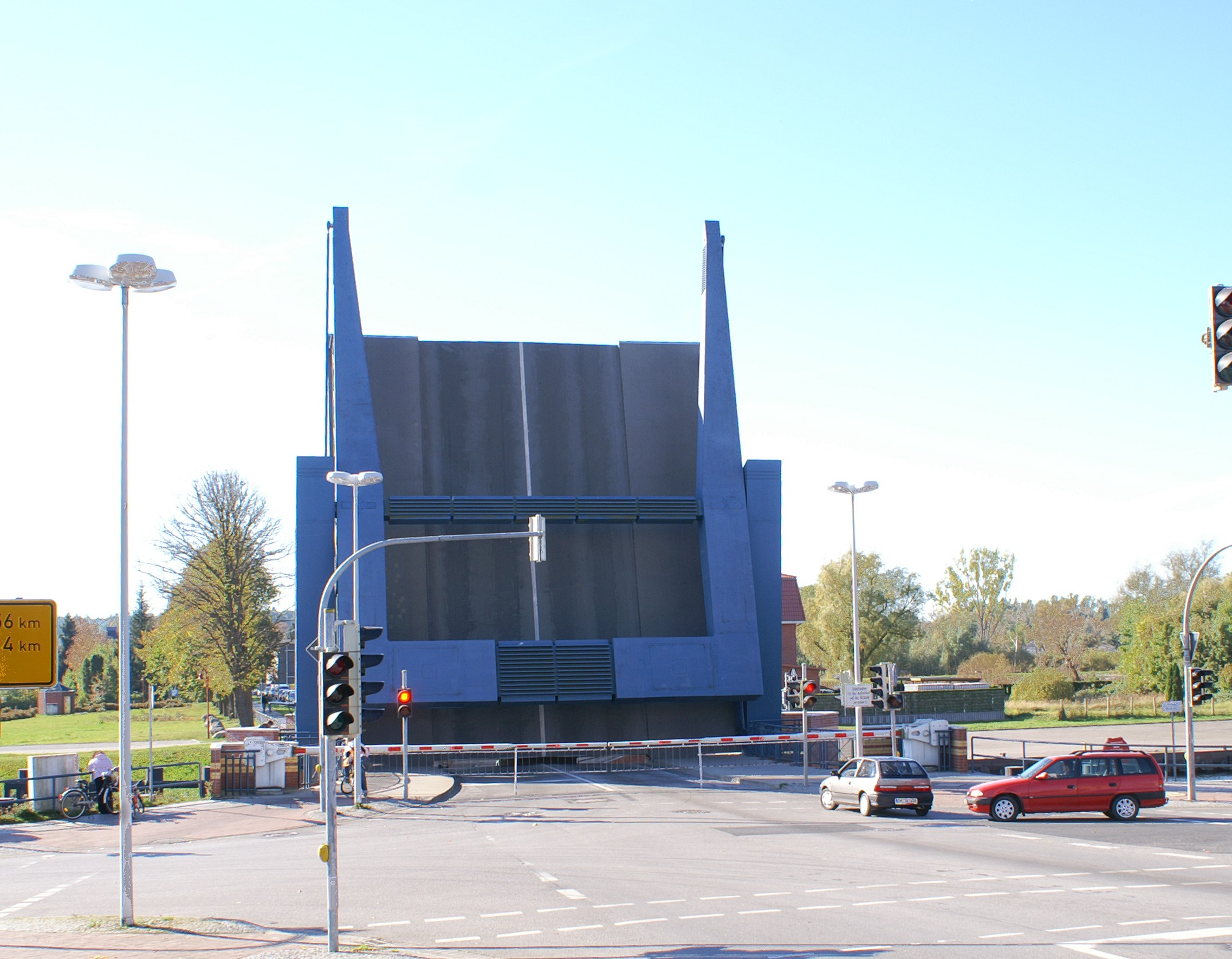
Ansicht von der Heilgeiststraße

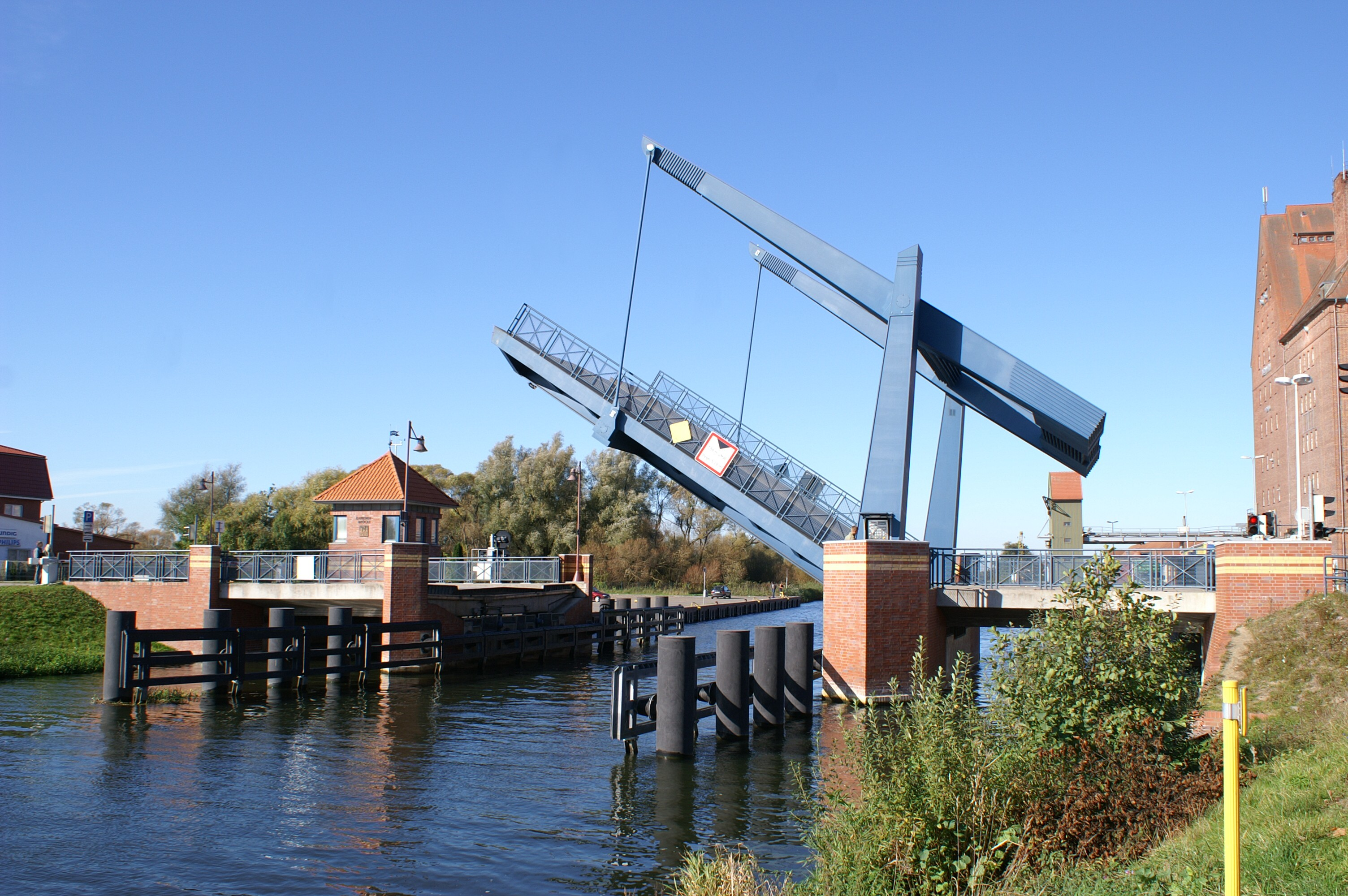
Während des Absenkens

Bereits die Stadtansicht Demmins auf der Lubinschen Karte vom Anfang des 17. Jahrhunderts zeigt eine vor dem Kahldentor gelegene Balkenbrücke über die Peene, die in der Karte irrtümlich als Tollense beschriftet wurde. Wahrscheinlich gab es diese für die Handelsbeziehungen der Stadt wichtige Brücke aber bereits deutlich früher. Auf einem Befestigungsplan aus dem Jahr 1720, als Demmin eine Festungsstadt in Schwedisch-Pommern war, fehlt diese Brücke, ist aber in späteren Plänen und Abbildungen des 18. Jahrhunderts wieder enthalten.
Bis in die 1920er Jahre war die Kahldenbrücke eine hölzerne Doppelklappbrücke, ähnlich der Wiecker Brücke bei Greifswald. Da diese dem zunehmenden Verkehr nicht gewachsen war, wurde sie 1925 durch eine Klappbrücke aus Stahl und Beton ersetzt. Zum Ende des Zweiten Weltkriegs wurde die Brücke gesprengt und erst 1950 wieder aufgebaut. In den Jahren 1998 und 2000 wurde die Brücke für 7,2 Millionen Euro komplett neu errichtet. Im Rahmen des Landesbaupreises 2000 sprach die Architektenkammer Mecklenburg-Vorpommern eine Anerkennung für die Gestaltung und die technisch anspruchsvolle Ausführung aus. 
Die Brücke wird viermal täglich für jeweils 10 Minuten geöffnet.

## Technik
Die Gesamtlänge der Waagenbalken-Klappbrücke in Stahlbauweise beträgt 34,3 Meter, zwischen den Endauflagern 36,4 Meter. Der verwendete Baustahl hat eine Gesamtmasse von 283 Tonnen. Die Brücke hat eine Fläche von 485 Quadratmetern. Die Breite zwischen den Geländern beträgt 13,3 Meter, die Fahrbahnbreite 7,3 Meter. Die Brücke hat eine lichte Durchfahrtsbreite von 12,6 Meter. Bei geschlossener Klappe hat die Brücke eine Durchfahrtshöhe von 1,8 Metern.
Der Antrieb der Brückenklappe erfolgt hydraulisch und mechanisch mittels eines Zahnkranzsegmentes am Endquerträger. Der Maschinenraum befindet sich im östlichen Pfeiler unterhalb der Straßenebene. Im Notbetrieb kann die Brückenklappe von Hand geschlossen werden.